# آدامانتیوس کورائیس
آدامانتیوس کورائیس (یونانی: Ἀδαμάντιος Κοραῆς، فرانسوی: Adamance Coray‎؛ ۲۷ آوریل ۱۷۴۸ – ۶ آوریل ۱۸۳۳) یک پژوهشگر یونانی بود که به خاطر پایه‌گذاری ادبیات یونانی نوین و داشتن نقش کلیدی در روشنگری یونان معروف است. کنشگری او، مسیر را برای جنگ استقلال یونان و پالایش زبان یونانی و ایجاد یونانی کاتارووسا باز کرد. دانشنامه بریتانیکا اثر او را بر زبان یونانی نوین همچون اثر دانته بر ایتالیایی یا مارتین لوتر بر آلمانی برمی‌شمارد.
کورائیس فارغ‌التحصیل پزشکی از دانشگاه مونپلیه بود و بیشتر عمرش را دور از وطن در پاریس گذرانده‌بود. این پژوهشگر کلاسیک منتقد سرسخت روحانیت و ادعای متملقانه برتری امپراتوری عثمانی بر امپراتوری بیزانس بود و اعتقاد داشت پیش‌نیاز آزادی یونان، دانش و آموزش است.

## مطالعات بیشتر
- Chaconas, Stephen George. Adamantios Korais; A Study in Greek Nationalism. Studies in history, economics and public law, no. 490. New York: Columbia University Press, 1942.
- Βίος Αδαμαντίου Κοραή συγγραφείς παρά του ιδίου (in Greek, Korais' autobiography)